# When the Fire Bell Rang
When the Fire Bell Rang è un cortometraggio muto del 1915 diretto da Frank Cooley. Prodotto dalla American Film Manufacturing Company, il film è una commedia che si basa su un soggetto di J. Edward Hungerford e che aveva come interpreti Irving Cummings, Virginia Kirtley, Joe Harris, Fred Gamble.

## Trama
Joe King, il più bello della caserma dei pompieri, è innamorato della figlia di Grady, il suo capo. Quest'ultimo sorprende i due mentre amoreggiano e, furibondo, minaccia di licenziare Joe mentre spedisce di gran carriera la figlia a casa. Poi, prima di partire per lavoro alla volta di una città vicina, Grady rinnova le sue minacce a Joe, ma il capo è a malapena sulla strada della stazione che Joe e Kate sono nuovamente uno nelle braccia dell'altra. Lige Peters, l'impiccione del paese, sbirciando dalla finestra, li vede baciarsi e abbracciarsi. Non potendo tenere la notizia solo per sé, corre alla caserma dove racconta tutto ai ragazzi. Questi, per divertirsi, suonano allora la campana che annuncia un incendio, facendo accorrere in caserma sia Joe che il capo Grady, che non era ancora salito sul treno.

I pompieri confessano lo scherzo, facendo infuriare doppiamente Grady che li minaccia tutti di licenziamento per quegli scherzi cretini e poi se la prende con Joe, al quale dà un ultimo avvertimento prima di tornare in stazione dove però il suo treno è già partito. Ritorna così in caserma, per dare un'altra strigliata ai suoi uomini ma presto si accorge dell'assenza di Joe. Spinto dal sospetto, corre a casa dove lo aspetta una scena che quasi gli provoca un collasso: pensandolo ormai fuori città, Kate e Joe stanno per sposarsi davanti al pastore. Grady ormai fuori di sé, è una furia. Kate, ricordandosi dello scherzo dei pompieri, invia un biglietto in caserma, dove chiede che gli uomini facciano suonare di nuovo la campana. A quel suono, Grady dimentica tutto tranne il richiamo del dovere e corre via. Joe sta per seguirlo quando Kate lo afferra e gli spiega tutto. Nel momento in cui scopre di essere stato ingannato di nuovo, la cerimonia ormai è stata celebrata e per Grady non c'è altro da fare che perdonare, tra le acclamazioni di tutti i vigili del fuoco.

## Produzione
Il film fu prodotto dalla American Film Manufacturing Company.

## Distribuzione
Distribuito dalla Mutual, il film - un cortometraggio in due bobine - uscì nelle sale statunitensi il 23 marzo 1915.